# Pulai Miklós
Pulai Miklós (Budapest, 1925. november 19. – 2020. április 19.) magyar közgazdász.

## Életpályája
Édesapja cipész volt, vele együtt raboskodott a Szovjetunióban. 1948-ban tért vissza Magyarországra. Először a Honvédelmi Minisztérium tolmács tanfolyamán tanult, ezt követően került a Pénzügyminisztériumba. Eközben, ottani munkája közben közgazdasági diplomát szerzett a budapesti Marx Károly Közgazdaságtudományi Egyetemen. 1956 február és 1957 február között pénzügyminiszter-helyettes volt.
Miután 1956-ban beválasztották a Pénzügyminisztérium Forradalmi Bizottságába, ez átmenetileg megtörte karrierjét. Az MSZMP-ből kizárták és sokszorosan megvádolták. László Andor, az Országos Takarékpénztár akkori elnöke karolta fel ismét. Az OTP-nél Pulai Miklós elképzelései alapján kezdték meg a lakásépítések finanszírozását.
Amikor László Andor 1963-ban a Magyar Nemzeti Bank elnöke lett, vitte magával Pulai Miklóst, aki a reformközgazdászok meghatározó alakja, egyik fő államigazgatási kapcsolata lett. 1968 és 1980 között az MNB első elnökhelyettese volt. 1980-ban az Országos Tervhivatal elnökhelyettese lett. 1982 és 1989 között ő volt a Világbank magyarországi kormányzója. 1988-ban a Németh-kormány mellett a gazdasági reformbizottság elnökhelyettese volt. 1989-től 11 éven át ő volt a Magyar Bankszövetség főtitkára.
Pulai Miklósnak fontos szerepe volt abban, hogy Magyarországon a jegybank és a kereskedelmi bankok szétválasztásával létrejöttek a modern bankrendszer alapjai.
A Fiumei úti sírkertben helyezték örök nyugalomra.

## Díjai, elismerései
- Szocialista Magyarországért Érdemrend (1983. Közlöny 53. szám)
- Lengyel Gyula-emlékérem
- Popovics Sándor-díj (1994)
- Heller Farkas-díj (1995)
- Budapestért díj (1998)
- Prudencia-díj (2004)
- a Magyar Közgazdasági Társaság Közgazdász Életműdíja (2019)